# Jules Lavigne
Jules Joseph Emile Lavigne (ur. 10 marca 1901 w Uccle, zm. w 1957) – belgijski piłkarz grający na pozycji obrońcy. Był reprezentantem Belgii.

## Kariera klubowa
Prawie całą swoją karierę piłkarską Lavigne spędził w klubie Racing Club, w którym w 1919 roku zadebiutował w belgijskiej pierwszej lidze i grał w nim do 1938 roku. W sezonie 1938/1939 grał w Dottignies Sport.

## Kariera reprezentacyjna
W reprezentacji Belgii Lavigne zadebiutował 1 kwietnia 1928 w wygranym 1:0 towarzyskim meczu z Holandią, rozegranym w Antwerpii. W 1928 roku był w kadrze Belgii na Igrzyska Olimpijskie w Amsterdamie. Od 1928 do 1932 roku rozegrał 10 meczów w kadrze narodowej.